# Виетнамски език
Виетнамският език (tiếng Việt, [тjенг вjет]) е официалният национален език на Виетнам. Той е австроазиатски език, говорен от около 80 000 000 души във Виетнам и по света. По-голямата част от виетнамския речник е зает от китайския език.

## История
Периоди във виетнамския език
- Предвиетнамски
- Протовиетнамски
- Архаичен виетнамски
- Древен виетнамски
- Средновиетнамски
- Съвременен виетнамски език

В резултат от френското колониално управление над Виетнам, виетнамският език е силно повлиян от френския, ползва латиница с допълнителни диакритични знаци за тонове.

## Диалекти
Виетнамският език традиционно се дели на три основни диалектни области, които от своя страна се разклоняват на многочислени диалекти и говори:
- северни (център е гр. Ханой)
- централни (гр. Хюе)
- южни (гр. Хошимин).

В централните диалекти са се съхранили повече архаични черти. Диалектните различия са видими основно във фонетиката и лексиката.

## Писменост
През 13 – 14 век на основата на китайската писменост е създадена виетнамска йероглифна писменост, на виетнамски – 字喃, chữ nôm [тjъй ном], букв. народна писменост. Тя е използвана до началото на 20 век, макар че за това време не е получила широко разпространение, а също така не е имала и официален статус.
Съвременната виетнамска писменост, на виетнамски 字國語, chữ quốc ngữ, [тjъй куок нгъй], букв. национална писменост, е базирана на графичната основа на латинската азбука и е създадена от европейския католически мисионер Александър де Род през 17 век и е официално въведена през 1910 г. В нея за обозначение на тоновете се използват диакритични знаци.
Към стандартните букви от латинската азбука, в азбуката на съвременния виетнамски език се използват 134 (2×67) допълнителни символа:
- Áá Àà Ãã Ảả Ạạ Ăă Ắắ Ằằ Ẵẵ Ẳẳ Ặặ Ââ Ấấ Ầầ Ẫẫ Ẩẩ Ậậ
- Đđ
- Éé Èè Ẽẽ Ẻẻ Ẹẹ Êê Ếế Ềề Ễễ Ểể Ệệ
- Íí Ìì Ĩĩ Ỉỉ Ịị
- Óó Òò Õõ Ỏỏ Ọọ Ôô Ốố Ồồ Ỗỗ Ổổ Ộộ Ơơ Ớớ Ờờ Ỡỡ Ởở Ợợ
- Úú Ùù Ũũ Ủủ Ụụ Ưư Ứứ Ừừ Ữữ Ửử Ựự
- Ýý Ỳỳ Ỹỹ Ỷỷ Ỵỵ.